# Bogno
Bogno es una comuna suiza del cantón del Tesino, situada en el distrito de Lugano, círculo de Sonvico. Limita al noreste con la comuna de Cavargna (IT-CO), al sureste con Val Rezzo (IT-CO), al sur con Certara, y al oeste y noroeste con Valcolla.

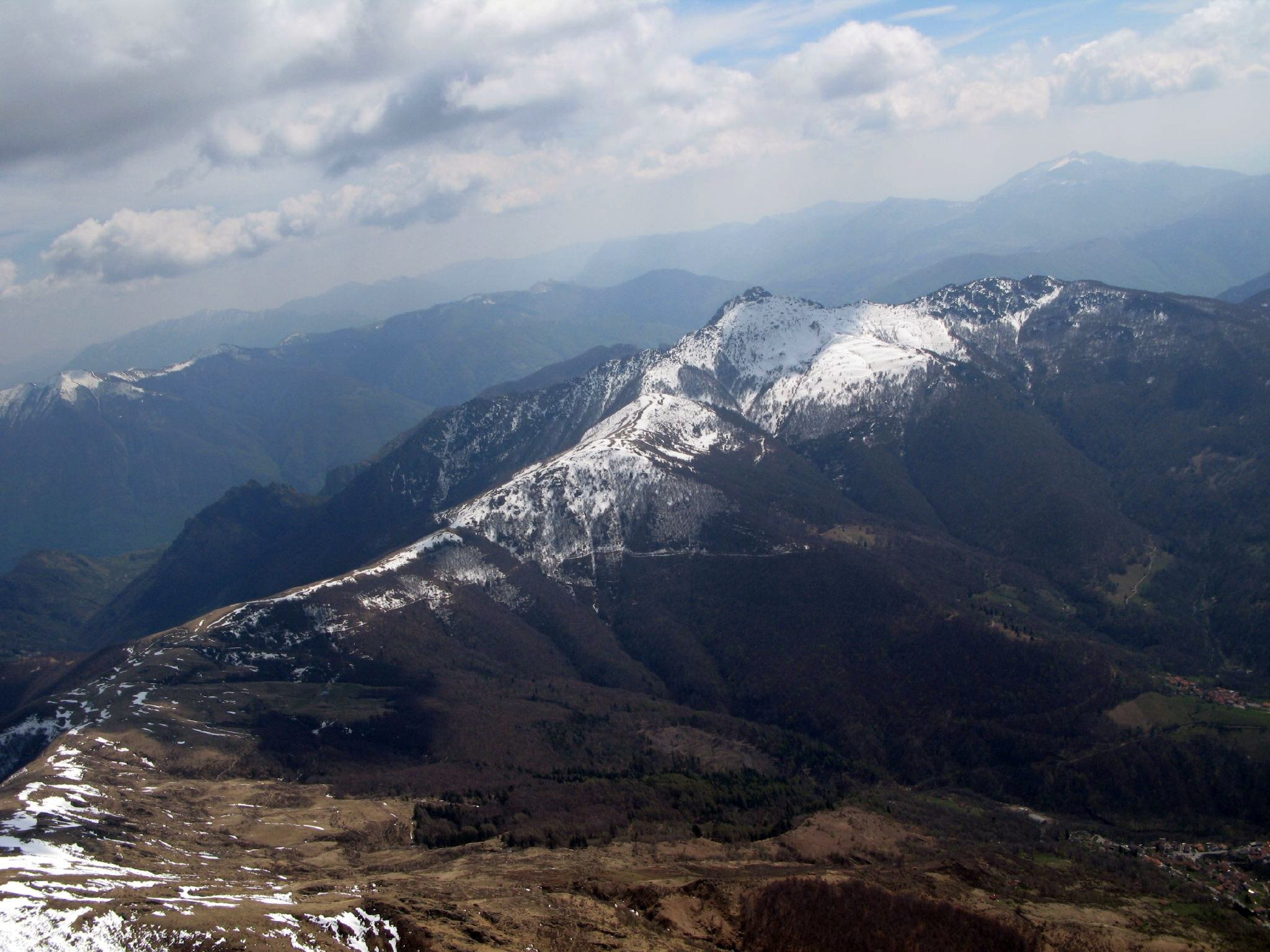
Vista de los Alpes con Bogno en la parte inferior derecha.